# Route nationale 5 (Burkina Faso)
Pour les articles homonymes, voir Route nationale 5.
La route nationale 5 (RN 5) est une route du Burkina Faso allant de Ouagadougou à Pô. Sa longueur est de 160 km.
La RN 5 est à deux voies.
Le terrain est assez plat et sec et toute la section est bitumée. 
Du côté ghanéen, elle est prolongée par la  route nationale 10.

## Tracé
- Ouagadougou
  - Koubri
  - Kombissiri
  - Sabraogo
  - Fourgo
  - Dagouma
  - Toécé
  - Nioryida
  - Nobili
  - Bion
  - Nobéré
- Parc national Kaboré-Tambi
  - Pighyiri
- Pô
  - Tambolo
  - Dakola
- Frontière entre le Burkina Faso et le Ghana à Paga